# Cholera-uitbraak in Zimbabwe in 2008-2009
De cholera-uitbraak in Zimbabwe in 2008-2009 is een epidemie van cholera in Zimbabwe die begon in augustus 2008, zich verspreidde door het land, en zich uitbreidde naar Botswana, Mozambique, Zuid-Afrika en Zambia. Op 16 april 2009 waren er 96.591 gemelde gevallen en 4201 doden, hierdoor is het de dodelijkste Afrikaanse cholera-uitbraak in de laatste vijftien jaar. De Zimbabwaanse regering verklaarde de noodtoestand en vroeg om Internationale hulp.

## Reacties
Meerdere Internationale instanties hebben hulp gegeven, financiering voor water, sanitaire voorzieningen en hygiëne programma's, epidemie reactie en de levering van essentiële geneesmiddelen kwam van verschillende regeringen en trans-gouvernementele organisaties.
| Regering of organisatie                                 | Hoeveelheid                                                                              | Datum                            |
| ------------------------------------------------------- | ---------------------------------------------------------------------------------------- | -------------------------------- |
| Regering van Australië                                  | $ 8.000.000 voor voedsel en noodhulp                                                     | 2 december 2008                  |
| Regering van Botswana                                   | $ 300.000                                                                                | 3 december 2008                  |
| Regering van Frankrijk                                  | € 200.000 voor waterzuiveringstabletten en distributiepunten Waterbehandelingsapparatuur | 4 december 2008 11 december 2008 |
| Regering van Duitsland                                  | € 1.000.000 aan het Rode Kruis                                                           | 8 december 2008                  |
| Regering van Namibië                                    | $ 165.000 aan medische benodigdheden                                                     | 7 december 2008                  |
| Regering van Nederland                                  | € 5.000.000 voor medicatie, drinkwater en waterzuiveringstabletten                       | December 2008                    |
| Regering van Zuid-Afrika                                | Noodvoedsel en medicijnen                                                                | 4 december 2008                  |
| Regering van Zwitserland                                | $ 820.000 voor hygiëneprogramma's en logistieke steun voor VN-organisaties               | 9 december 2009                  |
| Regering van het Verenigd Koninkrijk                    | £ 3.000.000                                                                              | November 2008                    |
| USAID                                                   | $ 6.200.000 voor gezondheid-, water- en sanitairprogramma’s                              | 11 december 2008                 |
| Regering van Venezuela                                  | Meer dan 74 ton aan medische benodigdheden en drinkwater                                 | 3 januari 2009                   |
| Afrikaanse Unie                                         | $ 100.000                                                                                | 11 december 2008                 |
| Europese Commissie                                      | € 9.000.000                                                                              | 3 december 2008                  |
| Wereldgezondheidsorganisatie                            | $ 340.000 aan medicatie en benodigdheden                                                 | 4 december 2008                  |
| Giving Children Hope en World Vision                    | $ 500.000 aan medicatie                                                                  | 2 december 2008                  |
| Rode Kruis                                              | Meer dan 13 ton aan medische benodigdheden                                               | 4 december 2008                  |
| World Vision en Health Partners International of Canada | $ 4.000.000 aan medicatie                                                                | 13 januari 2009                  |